# Чульмакан
Чульмакан — река, левый приток Тимптона, протекает по территории Нерюнгринского района Якутии в России. Длина реки — 49 км.

## Описание
Чульмакан начинается северо-западнее одноимённого урочища. Генеральным направлением течения реки в верхней половине является северо-восток, после слияния с Налды около моста Амуро-Якутской железнодорожной магистрали течёт преимущественно на юго-восток. Притоки: Горный, Дорожный, Холодный, Глухой, Быстрый, Ближний, Поселковый, Амутычи, Налды, Тенистый, Ынгыр.

## Данные водного реестра
По данным государственного водного реестра России относится к Ленскому бассейновому округу, речной бассейн реки — Лена, речной подбассейн реки — Алдан, водохозяйственный участок реки — Алдан от водомерного поста г. Томмот до впадения реки Учур.
Код объекта в государственном водном реестре — 18030600212117300004933.